# モノクロメーター
モノクロメーターまたは単色計（たんしょくけい）とは、回折格子やプリズムなどの分散素子で分散させた光の中から、ある特定の波長の光のみをスリットで取り出す装置のことである。
逆に、複数の波長を取り出す装置をポリクロメーターと呼ぶ。

## 構造
モノクロメーターは、以下から構成される。
- 入口スリット
- コリメーター鏡
- 分散素子（回折格子またはプリズム）
- 集光鏡
- 出口スリット

## マウンティング

ツェルニ・ターナー型モノクロメーターの構造図

- リトロー型
- ツェルニ・ターナー型
- エバート型、エバート・ファスティ型
- 瀬谷・波岡型
- モンク・ギリーソン型
- イーグル型